# Erik Buijs
Dirk Erik Buijs (Rhenen, 3 november 1970) is een Nederlandse beeldhouwer.

## Leven en werk
Erik Buijs groeide op in Echteld, als zoon van de kunstenaar Hedda Buijs. Hij studeerde aan de Academie voor Beeldende Kunsten Sint-Joost in Breda en de Hogeschool voor de Kunsten Arnhem.
Buijs is vooral bekend om zijn mensfiguren, gegoten in beton, brons en aluminium. Hij noemt zichzelf echter geen beeldhouwer maar beeldenmaker: hij vormt zijn beelden uit klei of was, of snijdend in piepschuim.
Bij gebrek aan betere beeldmiddelen kies ik uiteindelijk toch altijd weer voor figuratieve beelden. Hiermee kan ik het beste mijn visie op een gegeven plek of opdracht weergeven. Mijn beelden hebben vrijwel dezelfde karaktereigenschappen als hun maker: vol zelfspot met een kritische houding naar hun omgeving. Mijn beelden zijn geen illustraties van een verhaal, het verhaal begint juist bij die beelden!
Als reactie op het kunstklimaat is hij op 1 januari 2011 een weblog begonnen. Daarop plaatste hij een jaar lang dagelijks een foto van een nieuw beeld.
Zijn werk is vooral te zien in bedrijfscollecties, op kunstbeurzen, exposities en in galeries. In 2023 staat zijn werk ZIT op het Museumplein te Amsterdam in de internationale kunstbiënnale ArtZuid. Naast dit werk koos curator Jasper Krabbé voor het beeld MUD, dat op de Apollolaan tegenover het Hilton Hotel mocht staan.
De kunstenaar woont en werkt in Oosterbeek.

## Enkele werken in de openbare ruimte
- De dwerg en de eend, Plantsoen Vispoorthaven, Zutphen (1996)
- Nog even zonder titel, Florapark, Wolfskuil, Nijmegen (1999)
- Betrokkenheid, Isendoorn College, Warnsveld (2001)
- Wâ sedde gij, Groenmarkt, Tiel (2003)
- Hondenallegorie (zeven figuren), Dalemwal, Gorinchem (2004)
- Burgers van Carnisse, Barendrecht (2005)
- Kaka (man in vogelpak), Stadkadeplein, Apeldoorn (2005)
- De appeleter, Elst (2008)
- Vreemde vogel, Blauwe Berg, Hoorn (2018)
- Grote bonk (2022)
- ZIT, Notaris Fischerstraat, Ede (2022)
- MiniMUD, Apollolaan, Amsterdam (2023)

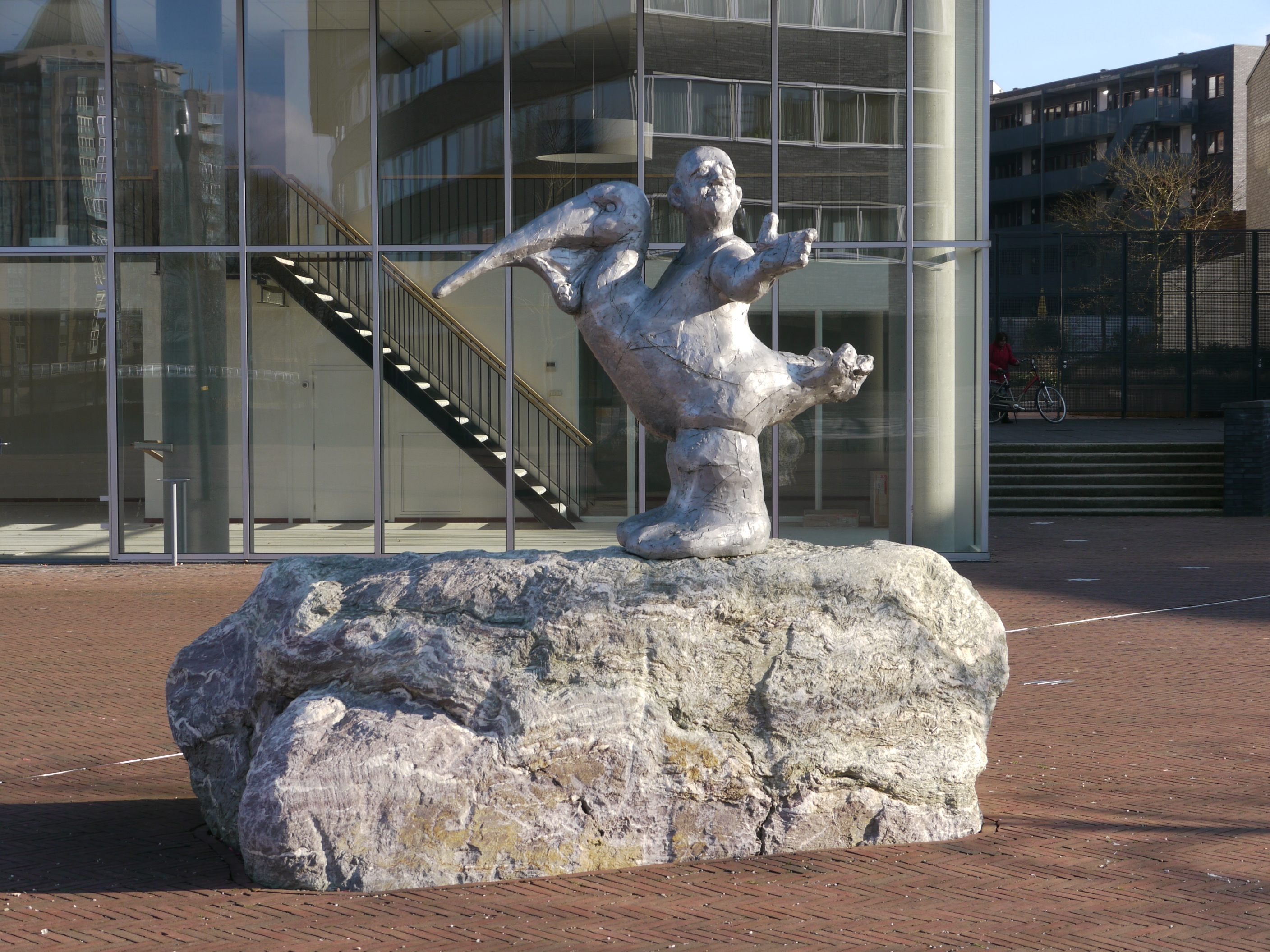
Kaka (man in vogelpak) (2005), Apeldoorn
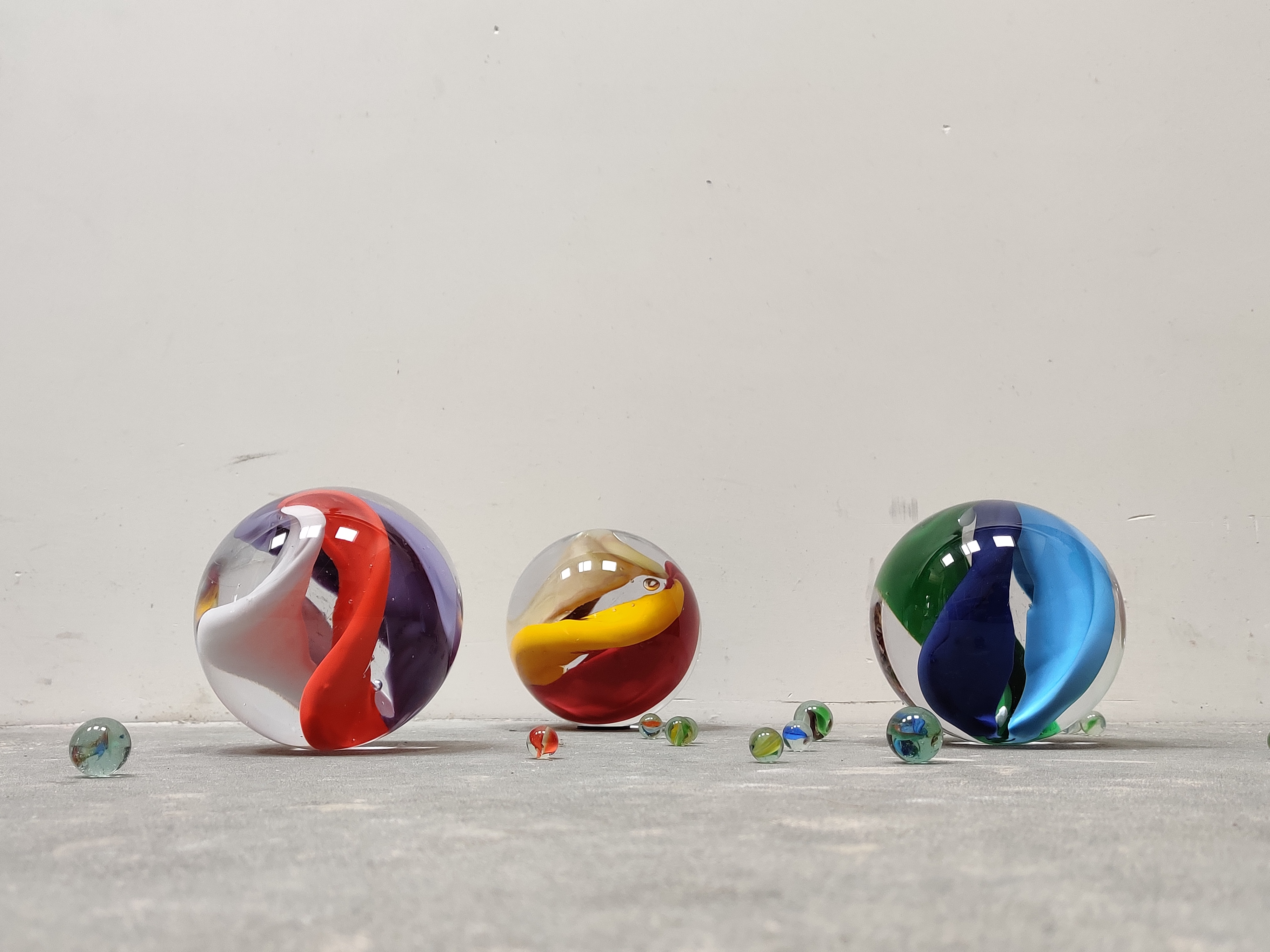
Grote bonk (2022), serie unieke glazen knikkers met een doorsnede van 15 cm
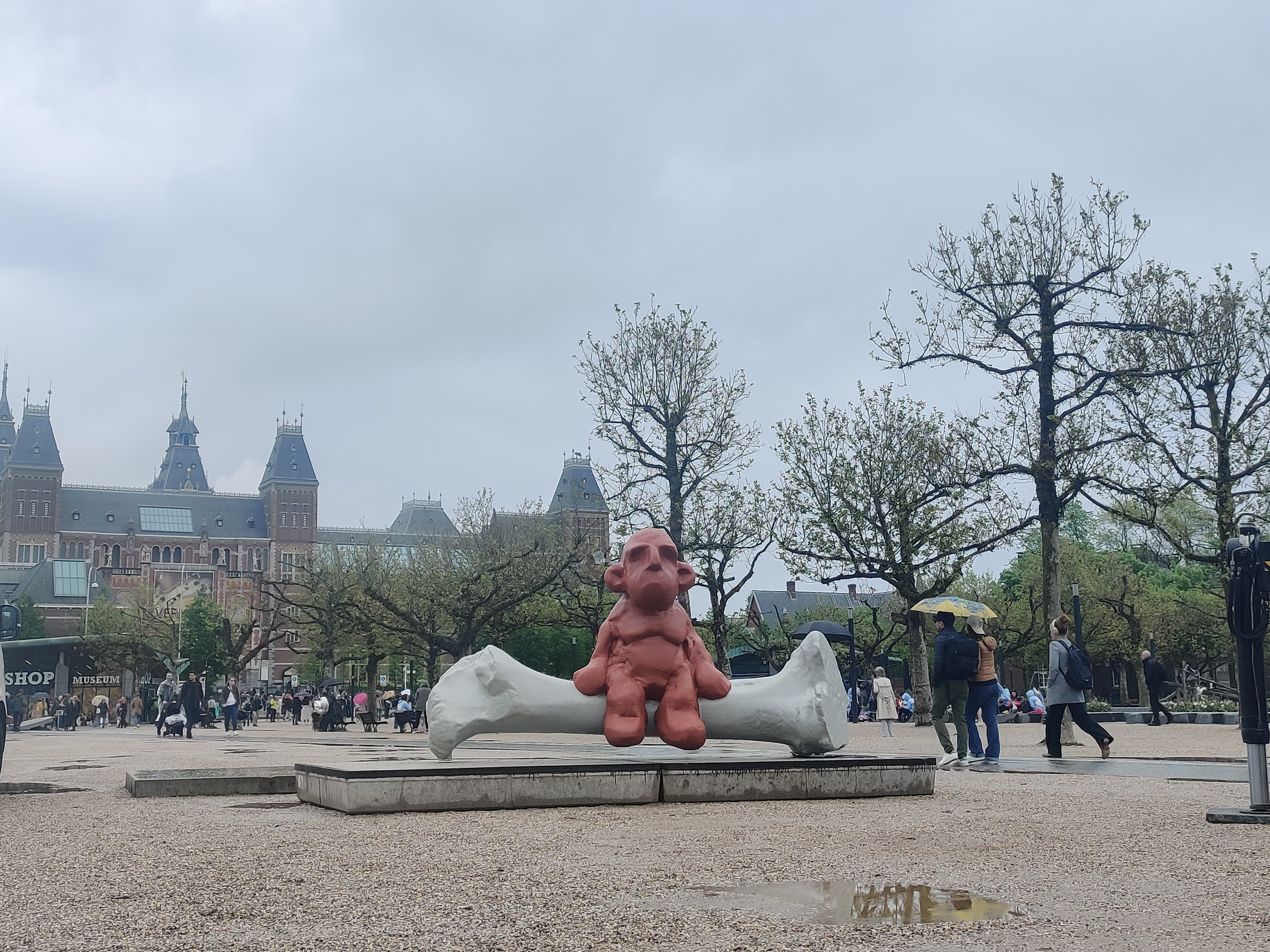
ZIT (2023), Museumplein, Amsterdam, ArtZuid
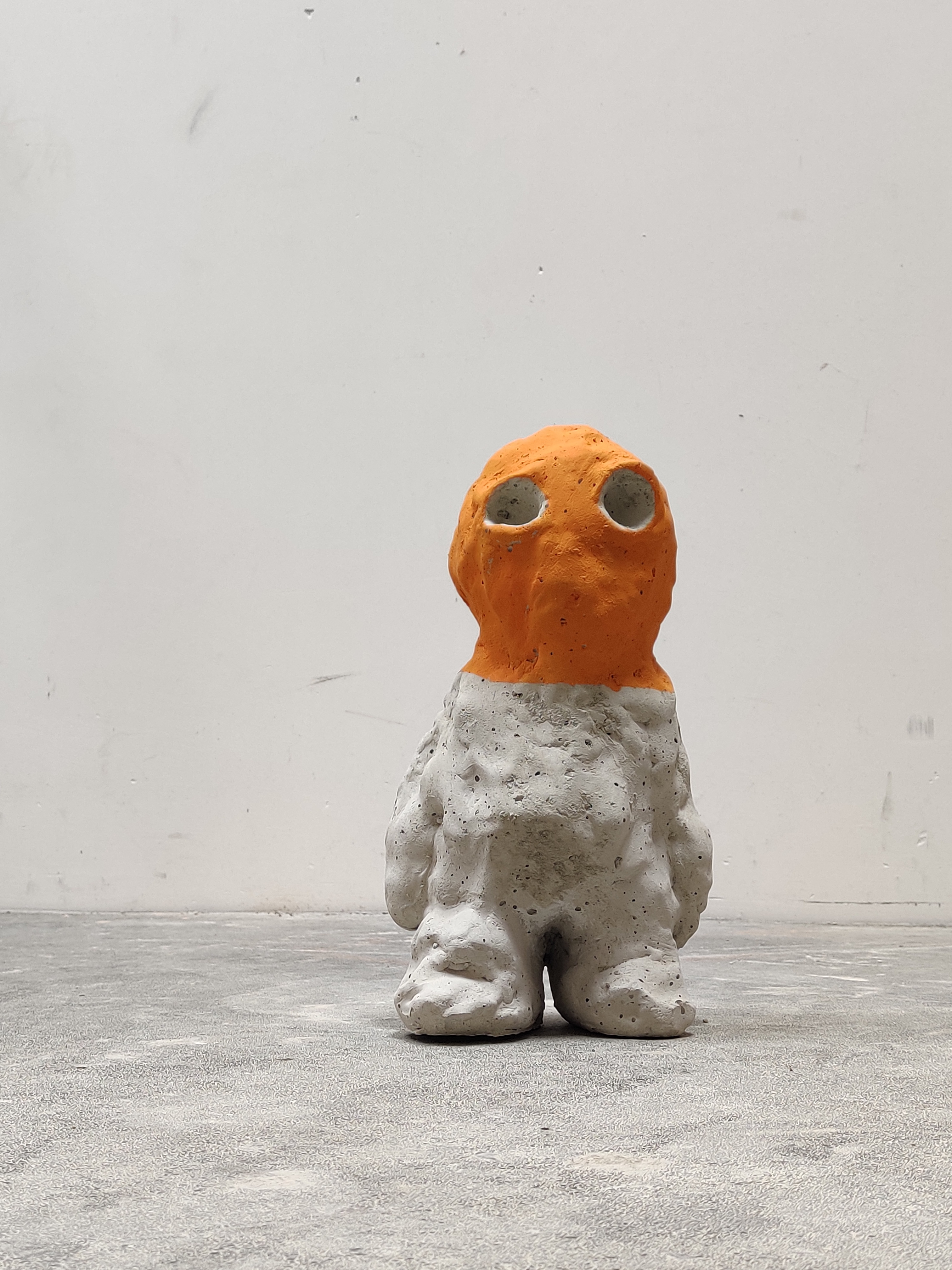
MiniMUD (2023), model voor MUD getoond op ArtZuid
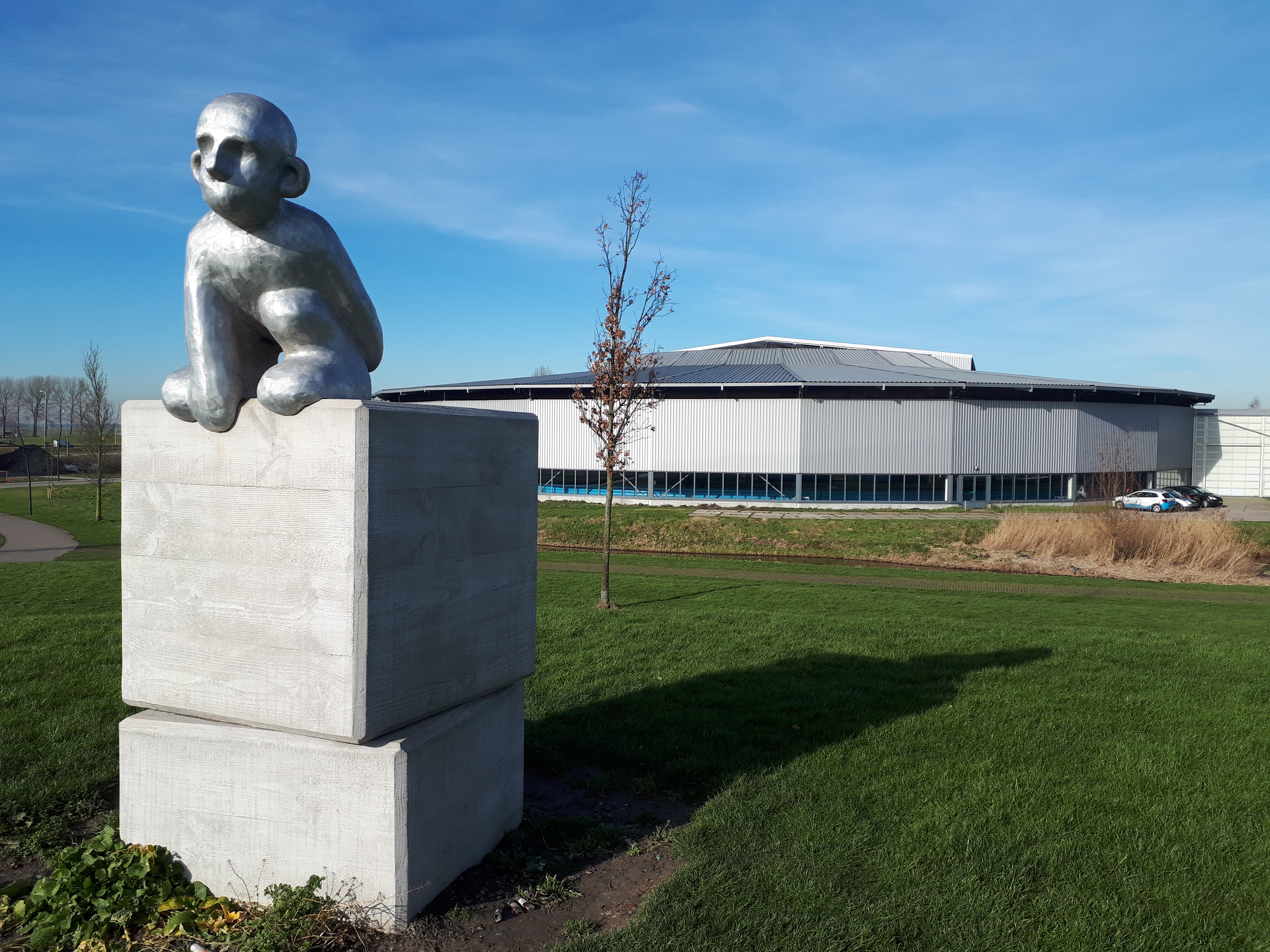
Vreemde vogels, Hoorn